# Flykten från Sobibór
Flykten från Sobibór (Escape From Sobibor) är en brittisk TV-film från 1987, i regi av Jack Gold. Den skildrar hur människorna i det nazistiska förintelselägret Sobibór gjorde allt för att nå friheten. Filmen bygger på böckerna "From the Ashes of Sobibor" av Thomas Blatt, och "Inferno in Sobibor" av Stanislaw Szmajzner. Richard Rashke och Reginald Rose har också medverkat till manus.

## Rollista
| Alan Arkin     | – Leon Feldhendler            |
| Joanna Pacula  | – Luka                        |
| Rutger Hauer   | – Alexander 'Sasha' Pechersky |
| Hartmut Becker | – Sgt. Gustav Wagner          |
| Jack Shepherd  | – Itzhak Lichtman             |
| Emil Wolk      | – Samuel                      |
| Simon Gregor   | – Shlomo                      |
| Linal Haft     | – Oberkapo Porchek            |
| Jason Norman   | – Toivi Blatt                 |
| Robert Gwilym  | – Chaim Engel                 |
| Eli Nathenson  | – Moses Szmajzner             |
| Kurt Raab      | – Sgt. Frenzel                |
| Eric P. Caspar | – Capt. Franz Reichleitner    |
| Hugo Bower     | – Sgt. Beckmann               |
| Klaus Grünberg | – Sgt. Bauer                  |